# 拉罗谢特迪比
拉罗谢特迪比（法語：La Rochette-du-Buis，法語發音：[la ʁɔʃɛt dy bɥi]）是法国德龙省的一个市镇，位于该省东南部，属于尼永斯区。

## 地理
拉罗谢特迪比（44°16'9"N, 5°25'13"E）面积10.36 平方千米，位于法国奥弗涅-罗讷-阿尔卑斯大区德龙省，该省份为法国东南部内陆省份，北起顺时针与伊泽尔省、上阿尔卑斯省、上普罗旺斯阿尔卑斯省、沃克吕兹省和阿尔代什省接壤。
与拉罗谢特迪比接壤的市镇（或旧市镇、城区）包括：欧朗、梅武永、佩尔西地区勒波厄、里翁 (德龙省)、拉罗什叙勒比、乌韦兹河畔圣欧邦、乌韦兹河畔圣厄费米、韦尔夸朗。

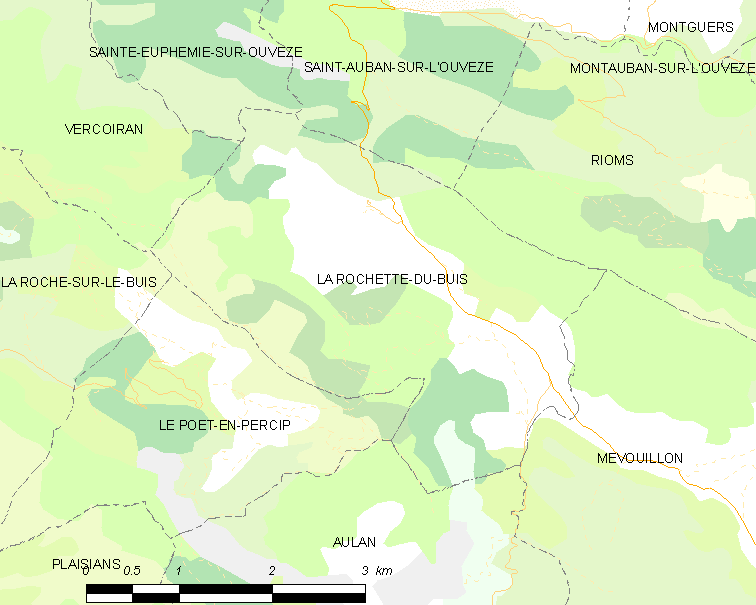
拉罗谢特迪比的OSM定位图

拉罗谢特迪比的时区为UTC+01:00、UTC+02:00（夏令时）。

## 行政
拉罗谢特迪比的邮政编码为26170，INSEE市镇编码为26279。

## 政治
拉罗谢特迪比所属的省级选区为尼永斯-巴罗尼县。

## 人口

1962-2008年间拉罗谢特迪比人口变化图示

拉罗谢特迪比于2022年1月1日时的人口数量为54人。